# 애슬론 64

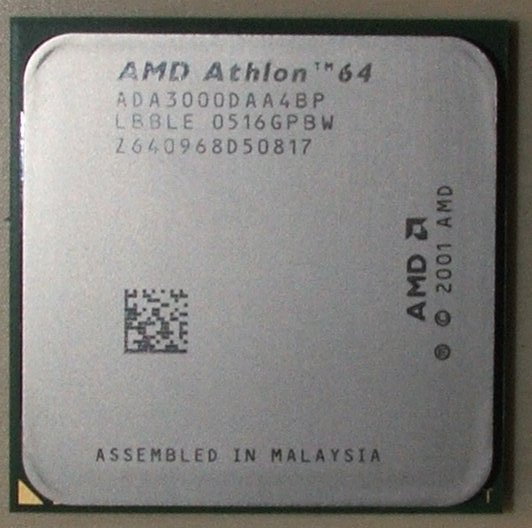
애슬론 64 3000+

K8 아키텍처

애슬론 64(Athlon 64)는 옵테론과 같이 AMD64 기술이 포함되어 있는 미국의 AMD가 개발한 개인용 컴퓨터 전용 중앙 처리 장치이다. 기존의 애슬론 시리즈는 K7 아키텍처이지만, 애슬론 64는 K7에서 파생된 제품인 K8 아키텍처가 채용되었다. 2007년 2월, 같은 K8 아키텍처를 채용한 상위 모델의 애슬론 64 FX와 듀얼 코어 프로세서의 애슬론 64 X2가 등장한 상태이다.

## 기능
| AMD 애슬론 64 프로세서 시리즈       | AMD 애슬론 64 프로세서 시리즈                                          | AMD 애슬론 64 프로세서 시리즈               | AMD 애슬론 64 프로세서 시리즈         | AMD 애슬론 64 프로세서 시리즈 | AMD 애슬론 64 프로세서 시리즈     | AMD 애슬론 64 프로세서 시리즈 | AMD 애슬론 64 프로세서 시리즈       |
| 제품 이름                           | 데스크톱                                                               | 데스크톱                                    | 데스크톱                              | 제품 이름                     | 노트북 컴퓨터                     | 노트북 컴퓨터                 | 노트북 컴퓨터                       |
| 제품 이름                           | 개발명                                                                 | 공정                                        | 발매연월                              | 제품 이름                     | 개발명                            | 공정                          | 발매연월                            |
| ----------------------------------- | ---------------------------------------------------------------------- | ------------------------------------------- | ------------------------------------- | ----------------------------- | --------------------------------- | ----------------------------- | ----------------------------------- |
| AMD 애슬론 64                       | ClawHammer Newcastle Winchester Venice Manchester * San Diego Toledo * | 130 nm 130 nm 90 nm 90 nm 90 nm 90 nm 90 nm | Dec 2003 Oct 2004 April 2005 May 2005 | AMD 애슬론 64 모바일          | ClawHammer Odessa Oakville Newark | 130 nm 130 nm 90 nm 90 nm     | Dec 2003 Feb 2004 Aug 2004 Apr 2005 |
| AMD 애슬론 64 FX                    | SledgeHammer ClawHammer San Diego                                      | 130 nm 130 nm 90 nm                         | Sep 2003 Jun 2004 Jun 2005            |                               |                                   |                               |                                     |
| AMD 애슬론 64                       | Orleans Lima                                                           | 90 nm 65 nm                                 | Feb 2007 May 2007                     | AMD 애슬론 64 Neo             | Huron                             | 65 nm                         | Jan 2009                            |
| * 애슬론 X2에서는 코어 1개가 제거됨 |                                                                        |                                             |                                       |                               |                                   |                               |                                     |

### 애슬론 64

#### 애슬론 64 모델

##### 크로우해머 Clawhammer (130nm SOI)
- CPU-스테핑: C0, CG
- L1-캐시: 64 + 64 KB (데이터 + 명령어)
- L2-캐시: 1024 KB, 풀 스피드
- MMX (명령어 집합), 확장 3DNow!, SSE, SSE2, AMD64, 쿨 앤 콰이어트, NX 비트 (CG 전용)
- 소켓 754, 800 MHz 하이퍼트랜스포트 (HT800)
- 소켓 939, 1000 MHz 하이퍼트랜스포트 (HT1000)
- VCore: 1.50 V
- 전력 소비량(TDP): 최대 89 W
- 최초 출시일: 2003년 9월 23일
- 클럭 속도: 2000–2600 MHz

##### 뉴캐슬 Newcastle (130nm SOI)
다음 프로세서도 가능: ClawHammer-512 (크로우해머(Clawhammer)에서 L2캐시 일부를 제거함)
- CPU-스테핑: CG
- L1-캐시: 64 + 64 KB (데이터 + 명령어)
- L2-캐시: 512 KB, 풀 스피드
- MMX (명령어 집합), 확장 3DNow!, SSE, SSE2, AMD64, 쿨 앤 콰이어트, NX 비트
- 소켓 754, 800 MHz 하이퍼트랜스포트 (HT800)
- 소켓 939, 1000 MHz 하이퍼트랜스포트 (HT1000)
- VCore: 1.50 V
- 전력 소비량(TDP): 최대 89 W
- 최초 출시일: 2003년 12월
- 클럭 속도: 1800–2400 MHz

##### 윈체스터 Winchester (90nm SOI)
- CPU-스테핑: D0
- L1-캐시: 64 + 64 KB (데이터 + 명령어)
- L2-캐시: 512 KB, 풀 스피드
- MMX (명령어 집합), 확장 3DNow!, SSE, SSE2, AMD64, 쿨 앤 콰이어트, NX 비트
- 소켓 939, 1000 MHz 하이퍼트랜스포트 (HT1000)
- VCore: 1.40 V
- 전력 소비량(TDP): 최대 67 W
- 최초 출시일: 2004년 10월
- 클럭 속도: 1800–2200 MHz

##### 베니스 Venice (90nm SOI)
- CPU-스테핑: E3, E6
- L1-캐시: 64 + 64 KB (데이터 + 명령어)
- L2-캐시: 512 KB, 풀 스피드
- MMX (명령어 집합), 확장 3DNow!, SSE, SSE2, SSE3, AMD64, 쿨 앤 콰이어트, NX 비트
- 소켓 754, 800 MHz 하이퍼트랜스포트 (HT800)
- 소켓 939, 1000 MHz 하이퍼트랜스포트 (HT1000)
- VCore: 1.35 V or 1.40 V
- 전력 소비량(TDP): 최대 89 W
- 최초 출시일: 2005년 4월 4일
- 클럭 속도: 1800–2400 MHz

##### 샌디에고 San Diego (90nm SOI)
- CPU-스테핑: E4, E6
- L1-캐시: 64 + 64 KB (데이터 + 명령어)
- L2-캐시: 1024 KB, 풀 스피드
- MMX (명령어 집합), 확장 3DNow!, SSE, SSE2, SSE3, AMD64, 쿨 앤 콰이어트, NX 비트
- 소켓 939, 1000 MHz 하이퍼트랜스포트 (HT1000)
- VCore: 1.35 V or 1.40 V
- 전력 소비량(TDP): 최대 89 W
- 최초 출시일: 2005년 4월 15일
- 클럭 속도: 2200–2600 MHz

##### 오를레앙(올리언스) Orleans (90nm SOI)
- CPU-스테핑: F2, F3
- L1-캐시: 64 + 64 KB (데이터 + 명령어)
- L2-캐시: 512 ~ 1024(LE-1600(2.2.GHz) ~ LE-1640(2.6GHz)) KB, 풀 스피드
- MMX (명령어 집합), 확장 3DNow!, SSE, SSE2, SSE3, AMD64, 쿨 앤 콰이어트, NX 비트, AMD-V
- 소켓 AM2, 1000 MHz 하이퍼트랜스포트 (HT1000)
- VCore: 1.25 V or 1.40 V
- 전력 소비량(TDP): 최대 62 W
- 최초 출시일: 2006년 5월 23일
- 클럭 속도: 1800–2600 MHz

##### 리마 Lima (65nm SOI)
- CPU-스테핑: G1
- L1-캐시: 64 + 64 KB (데이터 + 명령어)
- L2-캐시: 512 KB, 풀 스피드
- MMX (명령어 집합), 확장 3DNow!, SSE, SSE2, SSE3, AMD64, 쿨 앤 콰이어트, NX 비트, AMD-V
- 소켓 AM2, 1000 MHz 하이퍼트랜스포트 (HT1000)
- VCore: 1.25/1.35/1.40V
- 전력 소비량(TDP): 최대 45 W
- 최초 출시일: 2007년 2월 20일
- 클럭 속도: 2000–2800 MHz

### 애슬론 64 FX
애슬론 64 FX(Athlon 64 FX)는 특히 게임을 즐기는 사용자들을 위해 AMD가 만든 최상위 CPU 제품군으로 알려져 있다.

#### 애슬론 64 FX 모델

##### 슬릿지해머 Sledgehammer (130nm SOI)
- CPU-스테핑: C0, CG
- L1-캐시: 64 + 64 KB (데이터 + 명령어)
- L2-캐시: 1024 KB, 풀 스피드
- MMX (명령어 집합), 확장 3DNow!, SSE, SSE2, AMD64
- 소켓 940, 800 MHz 하이퍼트랜스포트 (HT800)
- 등록된 DDR-SDRAM 필요
- VCore: 1.50/1.55 V
- 전력 소비량 (TDP): 최대 89 W
- 최초 출시일: 2003년 9월 23일
- 클럭 속도: 2200 MHz (FX-51, C0), 2400 MHz (FX-53, C0 and CG)

##### 크로우해머 Clawhammer (130nm SOI)
- CPU-스테핑:  CG
- L1-캐시: 64 + 64 KB (데이터 + 명령어)
- L2-캐시: 1024 KB, 풀 스피드
- MMX (명령어 집합), 확장 3DNow!, SSE, SSE2, AMD64
- 소켓 939, 1000 MHz 하이퍼트랜스포트 (HT1000)
- VCore: 1.50 V
- 전력 소비량 (TDP): 89 W (FX-55:104 W)
- 최초 출시일: 2004년 6월 1일
- 클럭 속도: 2400 MHz (FX-53), 2600 MHz (FX-55)

##### 샌 디에고 San Diego (90nm SOI)
- CPU-스테핑: E4, E6
- L1-캐시: 64 + 64 KB (데이터 + 명령어)
- L2-캐시: 1024 KB, 풀 스피드
- MMX (명령어 집합), 확장 3DNow!, SSE, SSE2, SSE3, AMD64, 쿨 앤 콰이어트, NX 비트
- 소켓 939, 1000 MHz 하이퍼트랜스포트 (HT1000)
- VCore: 1.35 V or 1.40 V
- 전력 소비량 (TDP): 최대 104 W
- 최초 출시일: 2005년 4월 15일
- 클럭 속도: 2600 MHz (FX-55), 2800 MHz (FX-57)

##### 톨레도 Toledo (90nm SOI)
듀얼 코어(Dual-core) CPU
- CPU-스테핑: E6
- L1-캐시: 코어 당 64 + 64 KB (데이터 + 명령어)
- L2-캐시: 코어 당 1024 KB 풀 스피드
- MMX (명령어 집합), 확장 3DNow!, SSE, SSE2, SSE3, AMD64, 쿨 앤 콰이어트, NX 비트
- 소켓 939, 1000 MHz 하이퍼트랜스포트 (HT1000)
- VCore: 1.30 V - 1.35 V
- 전력 소비량 (TDP): 최대 110 W
- 최초 출시일: 2006년 1월 10일
- 클럭 속도: 2600 MHz (FX-60)

##### 윈저 Windsor (90nm SOI)
듀얼 코어(Dual-core) CPU
- CPU-스테핑: F2
- L1-캐시: 코어 당 64 + 64 KB (데이터 + 명령어)
- L2-캐시: 코어 당 1024 KB 풀 스피드
- MMX (명령어 집합), 확장 3DNow!, SSE, SSE2, SSE3, AMD64, 쿨 앤 콰이어트, NX 비트, AMD-V
- 소켓 AM2, 1000 MHz 하이퍼트랜스포트 (HT1000)
- VCore: 1.30 V - 1.40 V
- 전력 소비량 (TDP): 125 W
- 최초 출시일: 2006년 5얼 23일
- 클럭 속도: 2800 MHz (FX-62)

##### 윈저 Windsor (90nm SOI) - 쿼드 FX 플랫폼
듀얼 코어(Dual-core), 듀얼CPU(dual CPUs) (총 4개의 코어)
- CPU-스테핑: F3
- L1-캐시: 코어 당 64 + 64 KB (데이터 + 명령어)
- L2-캐시: 코어 당 1024 KB 풀 스피드
- MMX (명령어 집합), 확장 3DNow!, SSE, SSE2, SSE3, AMD64, 쿨 앤 콰이어트, NX 비트, AMD-V
- 소켓 F (1207 FX), 2000 MHz 하이퍼트랜스포트 (HT2000)
- VCore: 1.35 V - 1.40 V
- 전력 소비량 (TDP): CPU 당 최대 125 W
- 최초 출시일: 2006년 11월 30일
- 클럭 속도: 2600 MHz (FX-70), 2800 MHz (FX-72), 3000 MHz (FX-74)

### 애슬론 64 X2
애슬론 64 X2(Athlon 64 X2)는 AMD K9 기반의 최초의 X86 네이티브 듀얼 코어 데스크톱 CPU로, 멀티 코어 CPU에 속한다. SSE3를 지원하며 소켓 AM2의 애슬론 64 X2는 가상화 기술인 AMD-V(X86 가상화)를 지원한다. 인텔 코어 2의 듀얼 코어 제품군과 다르게 2차 캐시를 공유하지 않는다.

### 모바일 애슬론 64
휴대용 컴퓨터를 사용하는 사람들을 위해 만들어진 제품이다.

### 애슬론 Neo
애슬론 Neo(애슬론 네오, AMD Athlon™ Neo)는 AMD의 65nm 공정의 다중코어 중앙 처리 장치 중 하나다. AMD Yukon(유콘) 플랫폼에 전용으로 사용되고 노트북용 개인용 컴퓨터다. 애슬론 네오는 저전력 휴대성에 초점을 맞추었다.

#### 애슬론 Neo 모델

##### 휴런 Huron (65nm SOI)
- CPU-스테핑: G2
- L1-캐시: 64 + 64 KB (데이터 + 명령어)
- L2-캐시: 512 KB, 풀 스피드
- MMX (명령어 집합), 확장 3DNow!, SSE, SSE2, SSE3, AMD64, 쿨 앤 콰이어트, NX 비트, AMD-V
- ASB1 패키지 (BGA), 800 MHz 하이퍼트랜스포트 (HT800)
- VCore: 1.1 V
- 전력 소비량(TDP): 최대 15 W
- 최초 출시일: 2009년 1월 8일
- 클럭 속도: 1600 MHz

## 소켓
- 소켓 754: 셈프론, 애슬론 64, 싱글채널의 64비트 메모리 인터페이스.
- 소켓 939: 애슬론 64 성능 라인, 애슬론 64 X2, 그리고 더 새로운 애슬론 64 FX, 옵테론, 128비트 메모리 인터페이스 (듀얼 채널)
- 소켓 940: 옵테론과 옛 애슬론 64 FX, 128비트 메모리 인터페이스 - 등록된 DDR 메모리가 필요하다.
- 소켓 AM2: 애슬론 64/애슬론 64 FX/애슬론 64 X2/셈프론, 940 핀 (소켓 940과 호환되지 않음) - DDR2 SDRAM을 사용하는 최초의 AMD 소켓.
- 소켓 F: 옵테론, 1207 핀.
- 소켓 F (1207 FX): AMD 쿼드 FX 플랫폼 위의 애슬론 64 FX - 듀얼 소켓 프로세서 옵테론 2000 시리즈와도 호환.